# ジャン・カスー
ジャン・カスー（Jean Cassou、1897年7月9日 - 1986年1月16日）はフランスの作家、美術評論家、スペイン文学研究者・翻訳家、対独レジスタンス活動家。フランス国立近代美術館主任学芸員（館長）、高等研究実習院研究主任（芸術社会学）、反ファシズム（戦時中は共産党系）の文芸誌『ユーロープ (欧州)』編集長、フランス共和国臨時政府下のトゥールーズ共和国委員などを歴任した。
レジオンドヌール勲章、イタリア共和国功労勲章のほか、戦時の功績に対するクロワ・ド・ゲール勲章、レジスタンス勲章、美術行政における貢献に対する芸術文化勲章、教育功労章など多くの賞・勲章を受けた。

## 背景
ジャン・カスーは1897年7月9日、ジャン・ラファエル・レオポルド・カスーとしてスペインのデウスト（ビルバオ）に生まれた。父レオポルド・カスーはベアルン出身のフランス人、母ミラグロス・イバニェス・パチェーコはアンダルシア出身のスペイン人である。レオポルドは工学・技術系の高等教育機関（グランゼコール）エコール・サントラル・パリを卒業し、アンダルシアの港湾都市カディスの造船所に勤務しているときにミラグロスと出会って結婚した。ビルバオ転勤後にジャンが生まれ、この4か月後にフランスに戻り、フランス北部のサン＝カンタン（オー＝ド＝フランス地域圏エーヌ県）の蒸留所に勤務した。一家はその後パリに越したが、父レオポルドの病気のため経済的な困難に陥った。父はジャンが16歳のときに死去した。

## 文学・美術

### 文芸誌創刊
カスーはフランス語・スペイン語のバイリンガルの環境で育ち、母を通じてスペイン伝統文化に親しんだ。父が死去すると家計を助けるために仕事を転々とし、やがて文芸誌『メルキュール・ド・フランス』の事務員として採用された。仕事の傍ら学業を続け、1917年にバカロレアを取得。ソルボンヌ大学に入学し、スペイン語を専攻した。在学中にジョルジュ・ピユモン（後に作家、スペイン文学研究者）、アンドレ・ヴュルムセル（後に著述家、カスーの姉ルイーズと結婚）と文芸誌『スカラベ』および後続誌『パリ文学』を創刊した。1919年には象徴主義の詩人ピエール・ルイスの秘書を務めた。文学と美術（特に近代美術）に関心を深め、1920年に初めて文芸誌『文学生活』10月号に「キュビスムと詩」という記事を発表。1921年から『メルキュール・ド・フランス』誌の「スペイン文学」コラムを担当した。26歳で試験に合格して公教育省の文案起草者として働く傍ら、「精神のアナキスト」を自称し、パリ文学界で活躍した。

### マチャードとの出会い - 文学と政治
アントニオ・マチャードらのスペイン文学運動「98年世代」をはじめとするスペイン文学に関心が深かったカスーにとって、1923年にミゲル・プリモ・デ・リベラ独裁政権が成立し、翌年、これを批判した作家ミゲル・デ・ウナムーノが政治犯としてフエルテベントゥラ島（カナリア諸島）に追放されたことは大きな衝撃であり、文学と政治・歴史との関係を考える最初の機会となった。ウナムーノを「精神的な父」として慕う彼は、『メルキュール・ド・フランス』誌上でフランス知識人にウナムーノ追放への抗議運動を呼びかけた。同年、ウナムーノはフランスに亡命し、同じフランス亡命者・移住者のピカソ、モディリアーニ、シャガールらと親交を深めた。ウナムーノと特に親しかったカスーは、彼の著書『キリスト教の苦悶』、『三つの模範小説と序』の仏語訳を出版した。

### 音楽家・美術家との出会い
1925年、哲学者ウラジミール・ジャンケレヴィッチの姉でパリ国立高等音楽院ピアノ部門を首席で卒業したイーダ・ジャンケレヴィッチに出会って結婚。彼女を介して多くの音楽家に出会い、とりわけ新古典主義音楽に親しんだ。小説家・評論家のエドモン・ジャルーの紹介により、1925年に最初の小説『狂気礼讃』、翌26年に『黄昏のウィーン』を発表。これを機に、『欧州評論』、『パリ評論』、『新フランス評論』、『ジュネーヴ評論』、『週刊評論週刊評論』などに寄稿するようになり、バルテュスの母でライナー・マリア・リルケの最後の恋人ナタリー・クリフォード・バーネイのサロンに出入りし、シャガール、レオポルド・シュルヴァージュ、ジョゼフ・シマらのモンパルナスの画家と出会った。1927年から6年にわたってラルース出版社発行の『文学新報』の詩のコラムを担当し、1935年にこの記事をまとめて『詩のために』として出版した。また、1932年には作家と社会の対立関係を論じた『トルストイの偉大さと恥辱』を著している。

### スペイン文学
カスーはスペイン共和国（スペイン第二共和政）を支持した。偶然にも王制が廃止された1931年4月14日にマドリッドで「27年世代」の詩人ペドロ・サリナスに出会ったことをきっかけに、スペイン黄金世紀のセルバンテスから同時代のアントニオ・マチャード、ラモン・ゴメス・デ・ラ・セルナ、サリナス、キューバの詩人ニコラス・ギジェンなどスペイン（スペイン語圏）文学の紹介に努め、『スペイン現代文学概論』、『フェリペ2世の生涯』、『セルバンテス』などを著した。また、スペイン美術にも造詣を深め、エル・グレコやピカソに関する著書を発表した。

## 反ファシズム

### 先駆的な反ファシズム知識人
1933年1月30日にヒトラー内閣が成立すると、（共産党）革命作家・芸術家協会の機関誌『赤紙』にヒトラーの人種主義に抗議する記事を掲載し、作家のピエール・モランジュが『前哨』誌に掲載した反ファシズム調査に協力した。また、1934年2月6日の危機の直後、反ファシズム知識人監視委員会 (CVIA) の集会を開くなど、カスーは「全世界における脅威の急激な高まりに気づいていた知識人の一人であった」。
1935年10月にムッソリーニがエチオピアに侵攻すると（第二次エチオピア戦争）、これを支持する極右アクション・フランセーズのアンリ・マシスが『西欧の擁護』宣言を発表。多くの右派・極右知識人が名を連ねていた。これに対してカスーらの反ファシズム知識人は左派の新聞『ルーヴル』に同宣言に対する抗議声明を発表した。カスーはさらに革命作家・芸術家協会の機関誌『コミューン』に「われらもう一つのネグロイド」と題する記事を発表し、「白人」右派のナショナリズム・ファシズムを激しく批判。翌1936年に反ファシズムを掲げて結成された人民戦線に参加し、共産党系の雑誌・新聞『金曜』、『コミューン』、『世界』などに記事を多数掲載した。1936年にパリ・コミューンを扱った社会小説『パリの虐殺』、次いで二月革命の精神史『1848年』を発表した。とりわけ、1939年出版の小説『大群』は集団主義を批判し、全体主義の台頭に警鐘を鳴らす作品である。

### 反ファシズム・共産党系の文芸誌『ユーロープ』
1936年4月、ルイ・アラゴン、ロマン・ロラン、ジャン＝リシャール・ブロックの推薦を受け、ジャン・ゲーノの後任として反ファシズム・共産党系の文芸誌『ユーロープ』誌の編集長に就任。時事欄を担当し、知識人にファシズムとの闘いを呼びかけた。スペイン共和派の熱心な支持者であった彼は、同年、アンドレ・マルロー、劇作家のアンリ＝ルネ・ルノルマンとともにスペイン知識人への支援を呼びかけ、1936年7月にフランコがクーデターを起こすと（スペイン内戦勃発）、渡西して数週間滞在し、第二共和政首相マヌエル・アサーニャほかスペインの友人に会い、帰国後、フランス政府にスペイン共和政への支援を訴えた。だが、ブルム人民戦線内閣はスペイン内戦への介入をめぐる内部対立を収拾することができなくなっていた。内戦介入を支持し、ミュンヘン協定（対独宥和政策）に反対するカスーは共産主義に傾倒したが、1939年8月23日の独ソ不可侵条約の締結を機に共産党と完全に縁を切り、ロマン・ロランの了解を得て『ユーロープ』誌の編集長を辞任した。
一方、1932年から歴史的記念物視察官を務めていたカスーは、1936年6月24日にジャン・ゼー国民教育・美術大臣官房の美術問題担当に任命され、エコール・デ・ボザールの学長ジョルジュ・ユイスマンのもとで重要な役割を担い、特に美術品の買取に関する政策策定や文化予算の拡大に尽力した。1938年、リュクサンブール近代美術館（国立近代美術館の前身）の学芸員補佐に任命され、以後、近代美術コレクションの収集・整備に取り組んだ。第二次大戦が勃発すると、国立美術館の所蔵品を地方の古城に保管することになった。カスーは1940年2月に召集令状を受けたが、翌月、美術品をコンピエーニュ城に保管する任務に当たるよう命じられ、兵役を免除された。次いで（特にルーヴル美術館の所蔵品を疎開させた貢献によって知られる）ルーヴル校学長のジャック・ジョジャールの命によりパリ市学芸員に復帰し、元主任学芸員でエコール・デ・ボザール学長に就任したルイ・オートクールの推薦によりリュクサンブール近代美術館の主任学芸員に任命された。ところが、ヴィシー政権はカスーが左派の政治活動をしていたことを理由に解任。以後、対独レジスタンス活動に専念した。

## 対独レジスタンス

### 人類博物館グループ・ベルトーグループ
最初は小説家クロード・アヴリーヌ、美術史家アニエス・ユンベールらとともに自由フランスに参加するロンドンの自由なフランス人に倣って「フランスの自由なフランス人」と名付けた新聞を発行・配布した。同グループはやがて民族学者・人類学者のボリス・ヴィルデ、アナトール・ルヴィツキーらを中心とする「人類博物館」グループに合併し、カスーは作家のジャン・ポーラン、ジャン・ブランザとともに非合法の『レジスタンス』紙の発行を任せられた。ピエール・ブロソレットと知り合い、ブロソレットもまた「人類博物館」グループに参加した。ヴィルデ、ルヴィツキーらが逮捕・処刑され、他のメンバーも次々と逮捕されると、カスーは家族が住むトゥールーズに逃れ、義弟ウラジミール・ジャンケレヴィッチ、生理学者カミーユ・スーラ、社会学者ジョルジュ・フリードマン、アンドレ・マルローの妻で作家のクララ・マルロー、政治家レオ・アモン、フランスに亡命したイタリア人作家シルヴィオ・トレンティンらとともにレジスタンス活動を再開し、次いでドイツ文学研究者ピエール・ベルトーのレジスタンス・グループに参加した。1941年12月12日、ベルトー・グループのメンバー全員が逮捕され、トゥールーズ刑務所に拘留された。拘留中、カスーは詩を書き続け、1944年にジャン・ノワールの偽名で『密かに書いた33のソネット』を地下出版の深夜叢書から発表した。序文は「怒りのフランソワ」の偽名でアラゴンが書いている。

### 収容所抑留 - 釈放 - 共和国委員

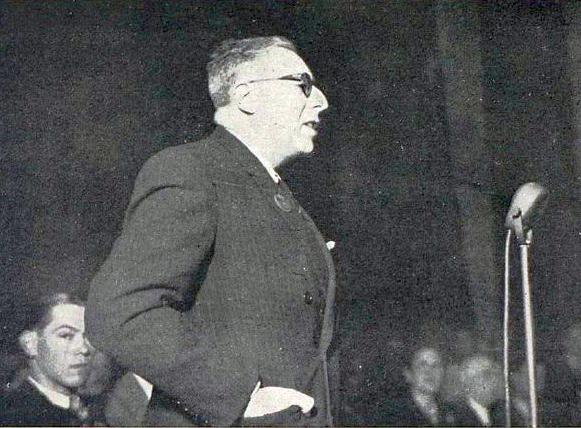
ジャン・カスー、トゥールーズにて (1944年)

1942年7月にカスーほか2人のメンバーの裁判が行われ、「敵国と結託し、国家の安全を脅かした」かどで禁錮1年の判決を受けた。ロデーヴ刑務所、モザック収容所（ドルドーニュ県）、さらにサン＝シュルピス＝ラ＝ポワント収容所（タルヌ県）に送られた。釈放後、再び非合法活動に専念した。統一レジスタンス運動 (MUR) の運営委員会により視察官として南西部に派遣され、1944年4月14日に軍事行動委員会 (COMAC) によりトゥールーズ共和国委員に任命され、トゥールーズにおけるレジスタンスの統合と解放後の行政再構築の準備に取り組んだ。同年8月、ドイツ軍の偵察隊に襲われ、意識不明の重体で入院し、ピエール・ベルトーが共和国委員の後任に任命された。カスーはこうした功績により、シャルル・ド・ゴールが「自由フランスの指導者として」創設したコンパニオン・ド・ラ・リベラシオン (解放の同士) 勲章を授けられた。

## 戦後
戦後、カスーは国立近代美術館の主任学芸員（館長）に就任した。

### 共産主義の支持と批判
また、アラゴンの求めに応じて再び『ユーロープ』誌の編集長に就任し、レジスタンス活動家を中心に結成された全国作家委員会 (1946-1947)、全国知識人同盟 (1947-1949) の会長を歴任した。だが、これらの活動を主導し、レジスタンスで重要な役割を担った共産党との関係は複雑であった。元ソ連共産党員で米国に亡命したヴィクトル・クラフチェンコが1946年に『私は自由を選んだ』を著し、スターリン政権下で行われた強制的な農業国有化の実態やソ連の強制収容所の存在を暴露したとき、共産党は文芸誌『フランス文学』誌、『リュマニテ』紙等でこれを米諜報部の捏造であると非難し、クラフチェンコに名誉棄損で訴えられた。1949年に100名以上の証人を集め、「世紀の裁判」と呼ばれたクラフチェンコ裁判で、カスーは『フランス文学』誌編集長のクロード・モルガンと『リュマニテ』紙編集委員のアンドレ・ヴュルムセルを擁護する証言をした（裁判ではクラフチェンコが勝訴した）。また、1948年にユーゴスラビア共産主義者同盟の指導者で首相のヨシップ・ブロズ・チトーがコミンフォルムから追放され、チトー主義者狩りが始まると、翌49年にユーゴスラビアを訪問し、帰国後、チトー主義を擁護した。だが、同年、ハンガリー共産党のライク・ラースローが死刑判決を受け、処刑されたのを機にスターリニズムときっぱり決別し、『ユーロープ』誌編集長を辞任した。カスーはこの経緯について『エスプリ』誌に「革命と真実」と題する記事を発表し、共産主義を批判した。主幹エマニュエル・ムーニエはこの号の見出しを「民衆を裏切ってはならない」とした。これに対して共産党、特にアンドレ・ヴュルムセルは、カスーは「アメリカ側についた」と非難した。カスーはクロード・アヴリーヌ、ルイ・マルタン＝ショフィエ、ヴェルコールとともに『自由の声』を出版し、スターリニズムは「異端審問と禁書目録」の機構を有するかつての「カトリック教会」と同様であると批判した。1950年にはマルタン＝ショフィエ、アンドレ・シャンソン、ヴェルコール、ルネ・アルコスも『ユーロープ』誌を辞任し、カスーは全国知識人同盟を脱退した。
1950年代には政治から一定の距離を置き、展覧会の準備に奔走する一方、再燃する反ユダヤ主義や人種主義に反対し、「アルジェリア戦争の継続に反対する行動委員会」に参加し、アルジェリアでのフランス軍の拷問を糾弾した。1965年の大統領選挙ではフランソワ・ミッテランを支持した。また、ジョルジュ・ポンピドゥー大統領が対独協力で人道に対する罪に問われたポール・トゥヴィエに恩赦を与えたときには、これを厳しく非難した。 

### 高等研究実習院 - 芸術社会学
1965年、国立近代美術館の主任学芸員を辞任し、高等研究実習院第6部門の研究主任に任命され、芸術社会学を教えた。1970年7月、退官。
1986年1月16日、パリで死去、享年88歳。

## 受章・栄誉
- コンパニオン・ド・ラ・リベラシオン (解放の同士) 勲章
- レジオンドヌール勲章コマンドゥール
- クロワ・ド・ゲール勲章
- レジスタンス勲章
- 教育功労章コマンドゥール
- 芸術文化勲章コマンドゥール
- レオポルド勲章（ベルギー）
- オレンジ・ナッソー勲章（オランダ）
- イタリア共和国功労勲章
- 国民文学大賞

## 著書

### 小説
- Les Harmonies viennoises, Émile Paul, 1926
  - 『黄昏のウィーン』生田耕作訳、アルフォンス・イノウエ挿絵、奢覇都館, 2000。下記の完全改訳版
旧版は『ウィーンの調べ ほか』[12]（生田耕作訳、東京創元社「世界大ロマン全集 第60巻」, 1959）所収
- Le Pays qui n'est à personne (誰のものでもない国), Émile Paul, 1927.
- La Clef des songes (夢の鍵), Émile Paul, 1928.
- Mémoires de l'Ogre (食人鬼の回想録), Plon, 1930.
- Sarah (サラ), R.-A.Corrêa,1931.
- Comme une grande image (大きな映像のように), Émile Paul, 1931.
- Les Inconnus dans la cave (倉庫の中の見知らぬ人), Gallimard, 1933.
- Les Massacres de Paris, Gallimard, 1935.
  - 『パリの虐殺』（世界革命文学選51）村上光彦訳, 新日本出版社, 1970.
- Le Centre du monde (世界の中心), Le Sagittaire, 1945.
- Le Bel Automne (美しい秋), Julliard, 1950.
- Dernières pensées d'un amoureux (愛する人の最期の想い), Albin Michel, 1962.
- Le Voisinage des caverns (洞窟の付き合い), Albin Michel, 1971.

### 詩
- Trente-trois sonnets composés au secret (密かに書いた33のソネット), Éditions de Minuit, 1944 ; (再版) Poésie/Gallimard, 1995 - 占領下で収監中に書かれ、偽名ジャン・ノワールで非合法に発行。序文は「怒りのフランソワ」の偽名でアラゴンが執筆 - ジャン・ポーラン、ドミニク・オーリーが編纂したレジスタンス文学アンソロジー『祖国は日夜つくられる（フランス語版）』第I巻 (渡辺淳、小場瀬卓三、安東次男共訳、月曜書房、1951年) に「密室のなかでつくられたソネット」として数編所収[13]。また、大島博光著『レジスタンスと詩人たち』(白石書店、1981年) にも大島訳の数編が収められている[7]。
- La Folie d'Amadis et autres poèmes (アマディの狂気ほか詩編), Paris, 1950.
- La Rose et le Vin (薔薇と酒), Paris, 1952.
- Trente-trois sonnets composés au secret. La Rose et le Vin. La Folie d'Amadis, Gallimard, 2016 - 上記3作所収の新版。

### 歴史評論・随筆
- Éloge de la Folie (狂気礼讃), Émile Paul, 1925.
- Bayonne (バイヨンヌ), Émile Paul, 1927.
- Frédégonde (フレデグンド), M.-P. Trémois, coll. « Galerie des grandes courtisanes », 1928.
- Vie de Philippe II (フェリペ二世の生涯), Gallimard, 1929.
- Panorama de la littérature espagnole contemporaine (スペイン現代文学概論), Kra, 1929 (増補新版. 1931).
- Les Nuits de Musset (ミュッセの夜), Émile Paul, 1931.
- Grandeur et infamie de Tolstoï (トルストイの偉大さと恥辱), Bernard Grasset, 1932.
- Pour la poésie (詩のために), Corréa, 1935.
- Tempête sur l'Espagne (スペインの嵐), L'Homme réel, 1936.
- La Querelle du réalisme (リアリズム論争), Éditions sociales internationales, 1936.
- Cervantes (セルバンテス), Éditions sociales internationales, 1936.
- Légion (大群), Gallimard, 1939.
- Quarante-huit, Paris, Gallimard, 1939.
  - 『1848年 ― 二月革命の精神史』野沢協監訳 / 二月革命研究会訳, 法政大学出版局 (叢書・ウニベルシタス), 1979
- Les Conquistadors (コンキスタドール), Paris, Gallimard, 1941.
- L'Heure du choix (選択の時) (共著), Paris, Éditions de Minuit, 1947 - ジャン・カスー、クロード・アヴリーヌ、ジョルジュ・フリードマン、アンドレ・シャンソン、ルイ・マルタン＝ショフィエ、ヴェルコール共著。
- Le Quarante-huitard (1848年革命), Paris, PUF, 1948.
- La Voie libre (自由な声), Paris, Flammarion, 1951 - ジャン・カスー、クロード・アヴリーヌ、ルイ・マルタン＝ショフィエ、ヴェルコール共著。
- La Mémoire courte (短い記憶), Éditions de Minuit, 1954 ; (再版) Mille et une Nuits, 2001 ; (再版) Éditions Sillage, 2017.
- Parti pris (占領されたパリ), Albin Michel, 1961.
- La Création des mondes (諸世界の創造), Éditions Ouvrières, 1971.
- Une vie pour la liberté (自由のための生), Robert Laffont, 1981.

### 美術評論
- Marcel Gromaire (マーセル・グロメール（フランス語版）), Nouvelle Revue Française, Coll. « Les Peintres français nouveaux », 1925.
- Marcoussis (マルクシ), Gallimard Coll. « Les peintres nouveaux », 1930.
- Le Gréco (エル・グレコ), Rieder, 1931.
- Picasso (ピカソ), Hyperion, 1946.
- Situation de l'Art Moderne, Paris, Éditions de Minuit, 1950.
  - 『近代芸術の状況』瀧口修造, 大久保和郎訳, 人文書院, 1956.
- Les Œuvres récentes de Guillemette Morand (ギユメット・モランの近年の作品), Éditions Galerie des beaux-arts, Genève, 1951.
- Le Nu dans la peinture européenne (欧州絵画における裸体画), Braun, 1952.
- Éloge de Cavaillès (カヴァイエス礼讃), Éditions Manuel Bruker, 1958.
- Panorama des arts plastiques contemporains (現代造形芸術概論), Gallimard, 1960.
- Sylvain Vigny (シルヴァン・ヴィニー), Éditions Jean Pizzo, Nice, 1961.
- Raymonde Heudebert (レイモンド・ウドベール), Éditions Galerie du Cercle, Paris, 1979 - ジャン・カスー、エミール・アンリオ、クロード・ロジェ＝マルクス（フランス語版）共著。

### 翻訳（西仏）
- ラモン・ゴメス・デ・ラ・セルナ著『乳房抄』、『グレゲリーア抄』等。
- ミゲル・デ・ウナムーノ著『三つの模範小説と序』、『キリスト教の苦悶』等。
- ミゲル・デ・セルバンテス著『模範小説集』等。

その他、エウヘニオ・ドルス、ラモン・ペレス・デ・アヤラ、ロペ・デ・ベガなどの著書。

## 参考資料
- CASSOU Jean, Raphaël, Léopold - Le Maitron
- Fabienne Camarero Delacroix, Jean Cassou, geôle et poésie, Anales de Filología Francesa, n.º 17, 2009.